# 孝靜陵
孝靜陵是中国南北朝时东魏孝静帝的陵墓，位于河北省磁县讲武城镇前港村东南。又称“天子冢”。陵园呈正方形，南北长1325米，东西宽1300米。封土为圆丘形，坐北朝南。高25.3米，周长750米。